# Lista odcinków serialu The Bridge: Na granicy
Poniżej znajduje się lista odcinków serialu telewizyjnego The Bridge: Na granicy – emitowanego przez amerykańską stację telewizyjną   FX od 10 lipca 2013 roku  do 1 października 2014 roku. W Polsce serial był emitowany od 16 lipca 2013 roku  do 2 października 2014 roku przez stację Fox Polska. Powstały 2 serię składające łącznie 26 odcinków.
| Sezon | Sezon | Odcinki | Premiera sezonu | Finał sezonu        | Premiera      | Finał               | Wydanie DVD     | Wydanie DVD | Wydanie DVD   |
| Sezon | Sezon | Odcinki | Premiera sezonu | Finał sezonu        | Premiera      | Finał               | Region 1        | Region 2    | Region 4      |
| ----- | ----- | ------- | --------------- | ------------------- | ------------- | ------------------- | --------------- | ----------- | ------------- |
|       | 1     | 13      | 10 lipca 2013   | 2 października 2013 | 16 lipca 2013 | 8 października 2013 | 24 czerwca 2014 | brak danych | 16 lipca 2013 |
|       | 2     | 13      | 9 lipca 2014    | 1 października 2014 | 10 lipca 2014 | 2 października 2014 | brak danych     | brak danych | brak danych   |

## Sezon 1 (2013)
| Nr | #  | Tytuł                       | Polski tytuł          | Reżyseria             | Scenariusz                    | Premiera FX         | Premiera Fox Polska |
| -- | -- | --------------------------- | --------------------- | --------------------- | ----------------------------- | ------------------- | ------------------- |
| 1  | 1  | Pilot                       | Morderstwo na granicy | Gerardo Naranjo       | Meredith Stiehm Elwood Reid   | 10 lipca 2013       | 16 lipca 2013       |
| 2  | 2  | Calaca                      | Szkielet              | Sergio Mimica-Gezzan  | Elwood Reid                   | 17 lipca 2013       | 23 lipca 2013       |
| 3  | 3  | Rio                         | Rzeka                 | Charlotte Sieling     | Meredith Stiehm               | 24 lipca 2013       | 30 lipca 2013       |
| 4  | 4  | Maria of the Desert         | Maria z pustyni       | Bill Johnson          | Chris Gerolmo                 | 31 lipca 2013       | 6 sierpnia 2013     |
| 5  | 5  | The Beast                   | Bestia                | Gwyneth Horder-Payton | Esta Spalding                 | 7 sierpnia 2013     | 13 sierpnia 2013    |
| 6  | 6  | ID                          | Dowód tożsamości      | Alex Zakrzewski       | Dario Scardapane              | 14 sierpnia 2013    | 20 sierpnia 2013    |
| 7  | 7  | Destino                     | Przeznaczenie         | Chris Fisher          | Patrick Somerville            | 21 sierpnia 2013    | 27 sierpnia 2013    |
| 8  | 8  | Vendetta                    | Zemsta                | Norberto Barba        | Fernanda Coppel               | 28 sierpnia 2013    | 3 września 2013     |
| 9  | 9  | The Beetle                  | Chrząszcz             | Keith Gordon          | Elwood Reid                   | 4 września 2013     | 10 września 2013    |
| 10 | 10 | Old Friends                 | Stary przyjaciel      | Alex Zakrzewski       | Patrick Somerville            | 11 września 2013    | 17 września 2013    |
| 11 | 11 | Take the Ride, Pay the Toll | Zapłata               | John Dahl             | Dario Scardapane              | 18 września 2013    | 24 września 2013    |
| 12 | 12 | All About Eva               | Wszystko o Evie       | SJ Clarkson           | Esta Spalding Fernanda Coppel | 25 września 2013    | 1 października 2013 |
| 13 | 13 | The Crazy Place             | Zwariowane miejsce    | Gwyneth Horder-Payton | Elwood Reid Dario Scardapane  | 2 października 2013 | 8 października 2013 |

## Sezon 2 (2014)
24 września 2013 roku, stacja  FX zamówiła 2 sezon serialu, którego premiera jest zaplanowana na 9 lipca 2014 roku 

W Polsce premiera 2 sezonu serialu jest zaplanowana na 10 lipca 2014 roku przez stację Fox Polska
| Nr | #  | Tytuł            | Polski tytuł       | Reżyseria         | Scenariusz                   | Premiera FX         | Premiera Fox Polska |
| -- | -- | ---------------- | ------------------ | ----------------- | ---------------------------- | ------------------- | ------------------- |
| 14 | 1  | Yankee           | Jankes             | Keith Gordon      | Elwood Reid                  | 9 lipca 2014        | 10 lipca 2014       |
| 15 | 2  | Ghost of a Flea  | Pchli duch         | Daniel Sackheim   | Damien Cave Elwood Reid      | 16 lipca 2014       | 17 lipca 2014       |
| 16 | 3  | Sorrowsworn      | Wysłannicy śmierci | Stefan Schwartz   | Dario Scardapane             | 23 lipca 2014       | 24 lipca 2014       |
| 17 | 4  | The Acorn        | Żołądź             | Colin Bucksey     | Patrick Somerville           | 30 lipca 2014       | 31 lipca 2014       |
| 18 | 5  | Eye of the Deep  | Istota głębi       | Alex Zakrzewski   | Mauricio Katz                | 6 sierpnia 2014     | 7 sierpnia 2014     |
| 19 | 6  | Harvest of Souls | Zbiór dusz         | Guy Ferland       | Evan Wright                  | 13 sierpnia 2014    | 14 sierpnia 2014    |
| 20 | 7  | Lamia            | Lamia              | Adam Arkin        | Dre Alvarez Anna Fishko      | 20 sierpnia 2014    | 21 sierpnia 2014    |
| 21 | 8  | Goliath          | Goliat             | Jakob Verbruggen  | Elwood Reid Dario Scardapane | 27 sierpnia 2014    | 28 sierpnia 2014    |
| 22 | 9  | Rakshasa         | Rakszasa           | Guillermo Navarro | Marisha Mukerjee             | 3 września 2014     | 4 września 2014     |
| 23 | 10 | Eidolon          | Widmo              | Colin Bucksey     | Patrick Somerville           | 10 września 2014    | 11 września 2014    |
| 24 | 11 | Beholder         | Obserwator         | John Dahl         | Mauricio Katz Evan Wright    | 17 września 2014    | 18 września 2014    |
| 25 | 12 | Quetzalcoatl     |                    | Jakob Verbruggen  | Dario Scardapane Adam Gaines | 24 września 2014    | 25 września 2014    |
| 26 | 13 | Jubilex          |                    | John Dahl         | Elwood Reid                  | 1 października 2014 | 2 października 2014 |